# Golf aux Jeux olympiques de 1900
Navigation
Saint-Louis 1904

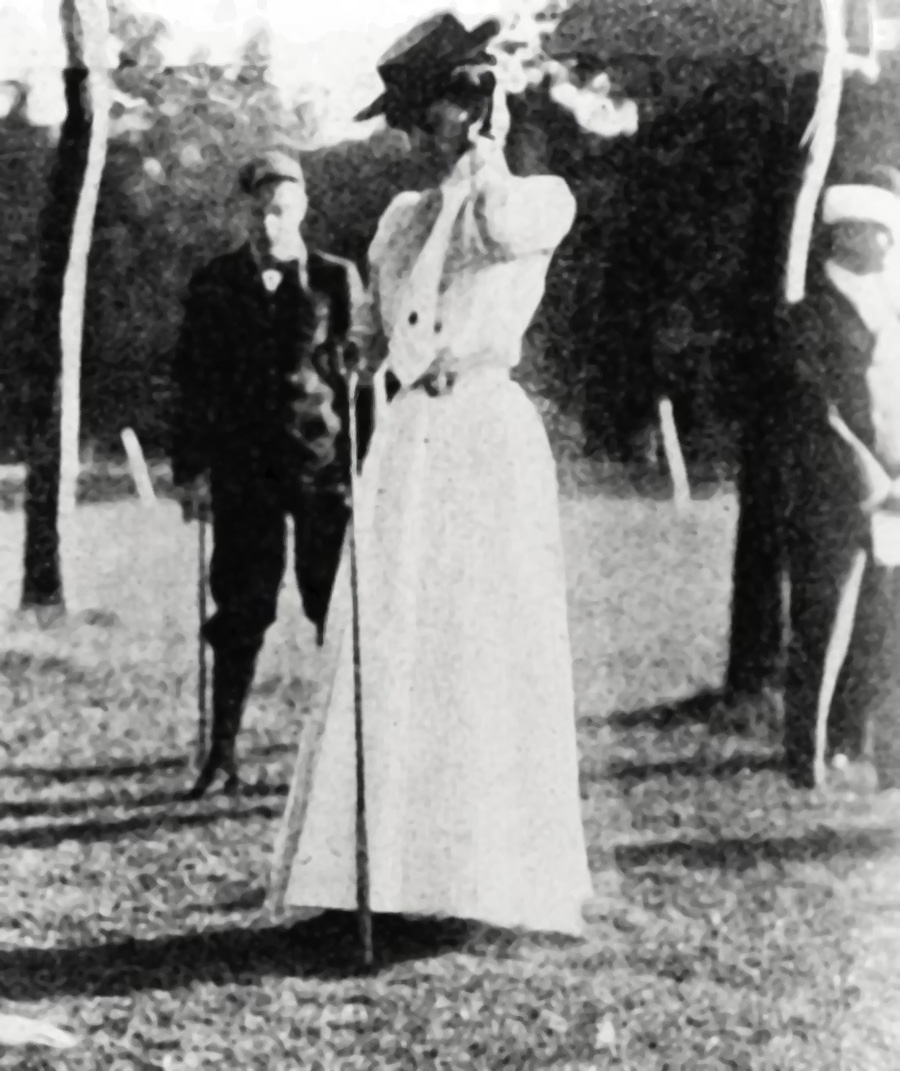
Margaret Abbott durant l'épreuve.

Les épreuves de golf des Jeux olympiques de 1900 ont lieu du 3 octobre au 4 octobre 1900 au sein de la Société de Sport de Compiègne en France sous la dénomination « Concours internationaux de Golf », sans la moindre référence à leur statut olympique. Margaret Abbott remporte le concours féminin et devient la première championne olympique américaine de l'histoire, mais elle ne le saura jamais jusqu'à son décès en 1955. Elle reste la seule médaillée d'or de son sport jusqu'au retour du golf au programme olympique à Rio en 2016
Trois épreuves figuraient au programme : 2 masculines et 1 féminine.
Chacune se déroulait sous la forme d'un tournoi.

## Liste des épreuves
- Tournoi masculin (Grand Prix de l'Exposition de 1900)
- Tournoi féminin (Prix de la ville de Compiègne)
- Était également organisé un Handicap des hommes amateurs (non retenu ultérieurement par le CIO), remporté par l'Américain Albert Bond Lambert (le Français Pierre Deschamps du Golf de Paris terminant second (et 10e du Grand Prix), l'Américain Arthur Lord troisième).

## Podiums
| Catégorie | Or                                                 | Argent            | Bronze          |
| --------- | -------------------------------------------------- | ----------------- | --------------- |
| Hommes    | Charles Sands (de New York; 36 trous en 167 coups) | Walter Rutherford | David Robertson |
| Femmes    | Margaret Abbott (de Chicago)                       | Pauline Whittier  | Daria Pratt     |

## Nations participantes
- France (9)
- Grande-Bretagne (4)
- Grèce (1)
- États-Unis (8)

## Tableau des médailles
| Rang | Nation          | Or | Argent | Bronze | Total |
| ---- | --------------- | -- | ------ | ------ | ----- |
| 1    | États-Unis      | 2  | 1      | 1      | 4     |
| 2    | Grande-Bretagne | 0  | 1      | 1      | 2     |

## Résultats - Tournoi masculin
| Classement | Nom                | Pays            | Round 1 | Round 2 | Total |
| ---------- | ------------------ | --------------- | ------- | ------- | ----- |
| 1          | Charles Sands      | États-Unis      | 82      | 85      | 167   |
| 2          | Walter Rutherford  | Grande-Bretagne | Inconnu | Inconnu | 168   |
| 3          | David Robertson    | Grande-Bretagne | Inconnu | Inconnu | 175   |
| 4          | Frederick Taylor   | États-Unis      | Inconnu | Inconnu | 182   |
| 5          | H. E. Daunt        | France          | Inconnu | Inconnu | 184   |
| 6          | George Thorne      | Grande-Bretagne | Inconnu | Inconnu | 185   |
| 7          | William Dove       | Grande-Bretagne | Inconnu | Inconnu | 186   |
| 8          | Albert Lambert     | États-Unis      | 94      | 95      | 189   |
| 9          | Arthur Lord        | France          | Inconnu | Inconnu | 221   |
| 10         | Pierre Deschamps   | France          | Inconnu | Inconnu | 231   |
| 11         | Alexandros Mercati | Grèce           | Inconnu | Inconnu | 246   |
| 12         | Van de Wynckélé    | France          | Inconnu | Inconnu | 252   |

## Résultats - Tournoi féminin
| Classement | Nom                    | Pays       | Score |
| ---------- | ---------------------- | ---------- | ----- |
| 1          | Margaret Abbott        | États-Unis | 47    |
| 2          | Pauline Whittier       | États-Unis | 49    |
| 3          | Daria Pratt            | États-Unis | 53    |
| 4          | Mme Froment-Meurice    | France     | 56    |
| 5          | Ellen Ridgway          | États-Unis | 57    |
| 6          | Mme Fournier-Sarvolèze | France     | 58    |
| 7          | Mary Abbott            | États-Unis | 65    |
| 7          | Baronne Fain           | France     | 65    |
| 9          | Mme Gelbert            | France     | 76    |
| 10         | A. Brun                | France     | 80    |